# Daniel Rutherford
Daniel Rutherford (Edimburg, Escòcia, 3 de novembre de 1749 – 15 de novembre de 1819), va ser un metge, botànic i un químic escocès famós per haver aïllat el nitrogen l'any 1772.
Rutherford era l'oncle del novel·lista Sir Walter Scott.

## Biografia
Nasqué a Edimburg el 3 de novembre de 1749. Va ser educat a Mundell's School i la Universitat d'Edimburg (doctorat en medicina el 1772).

## Aïllament del nitrogen
Quan Joseph Black estudiava les propietats del diòxid de carboni, trobà que una espelma no cremava dins d'ell.
Ell va passar a ques problema al seu aleshores alumne, Daniel Rutherford. Rutherford va mantenir un ratolí en un espai amb aire confinat fins que el ratolí morí. Aleshores va encendre una espelma en l'aire que restava fins que es va apagar. Després hi cremà fòsfor fins que ja no cremava Llavors l'aire es va fer passar per una solució absorbent de diòxid de carboni. L'aire restant no suportava la combustió, i un ratolí no podria viure-hi.
Rutherford anomenà aquell gas (del qual ara sabem que estava principalment compost de nitrogen) "noxious air" (gas nociu¡¡) o "phlogisticated air" (aire flogisticat). Rutherford informà de l'esperiment el 1772. Ell i Black estaven convençuts de la validesa de la teoria del flogist, i explicaren els resultats en termes d'aquesta teoria.
Rutherford va ser professor de botànica a la Universitat d'Edimburg i mantenidor del Royal Botanic Garden Edinburgh.
La seva signatura com a botànic és Rutherf,